# Omítkářský talíř

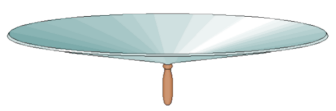
Náčrt omítkářského talíře

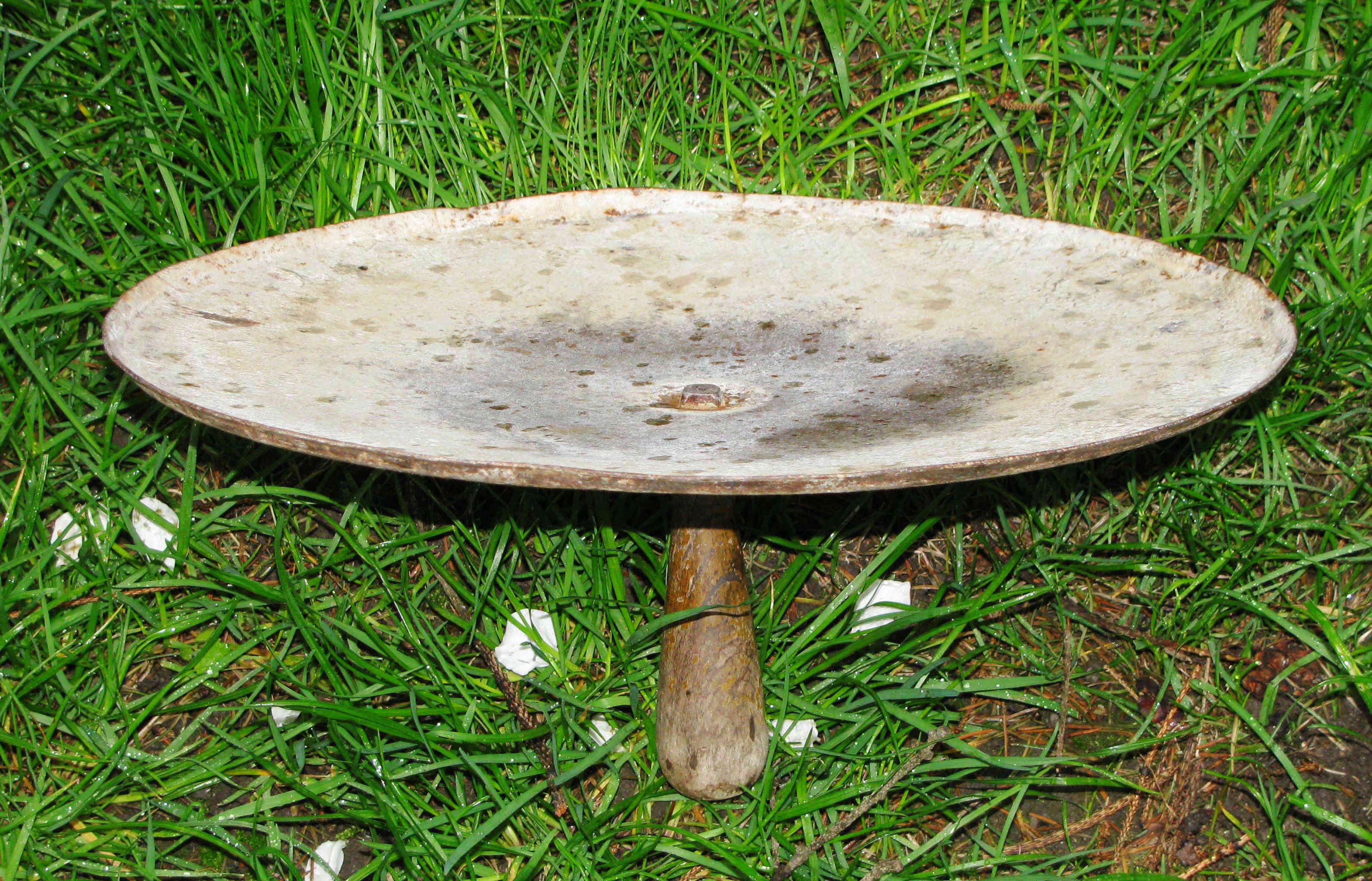
Fotografie omítkářského talíře (průměr 320 mm)

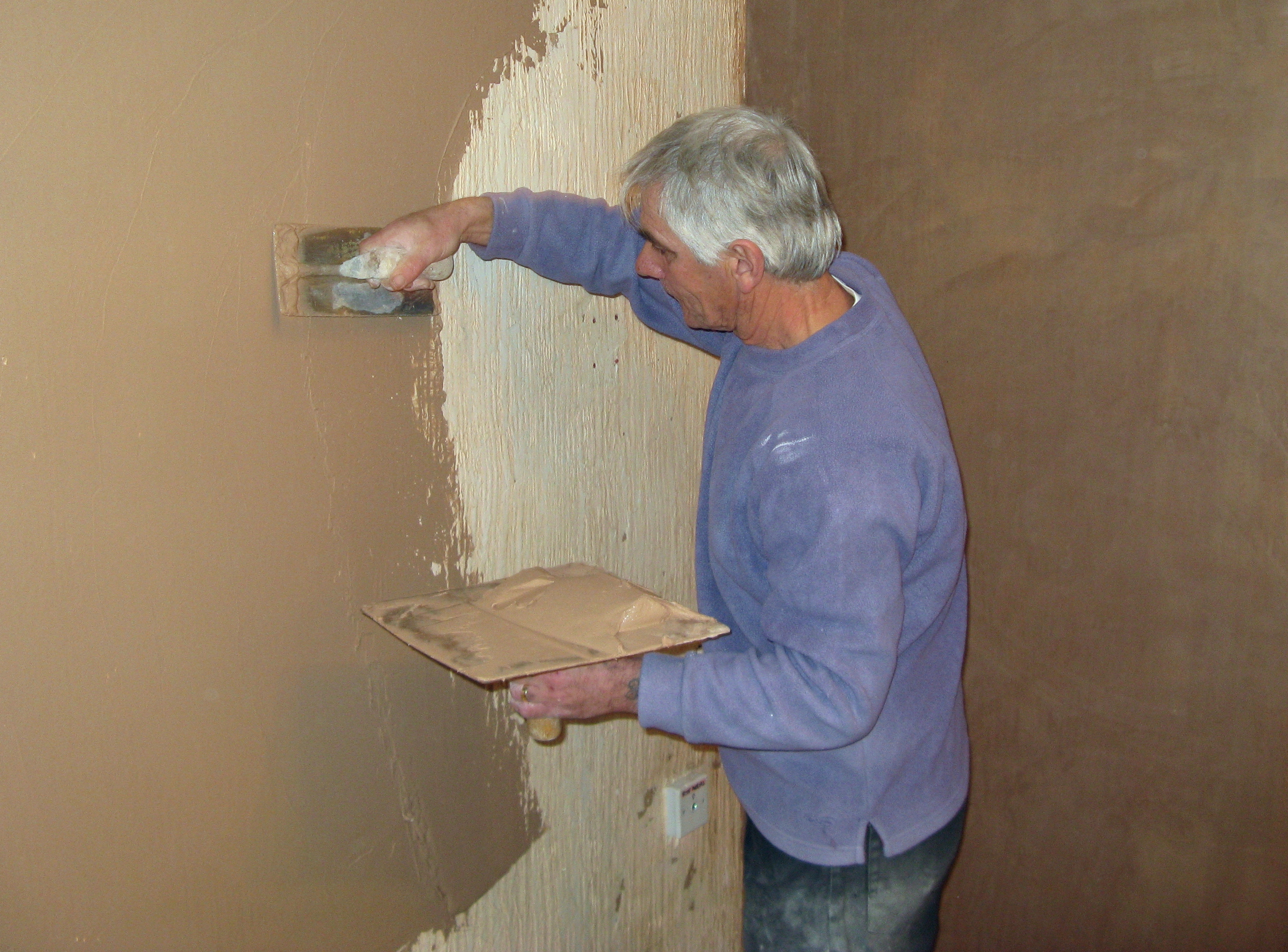
Odlišná verze omítkářského talíře, pracovní plocha je rovná

Omítkářský talíř nebo též maltový talíř je ruční kruhový omítkářský zásobník na maltu s rukojetí.
Zedník (pokud je pravák) jej drží v levé ruce zespodu za rukojeť talířem vzhůru. Zednickou lžicí, kterou drží v pravé ruce, nabere z kolečka do talíře potřebné množství malty, tu si pak z talíře nabírá a nahazováním omítá zeď nebo strop.
Stejnou funkci dnes na stavbách obvykle zastává zednické hladítko.

## Popis
Omítkářský talíř se skládá z dřevěné rukojeti a plechového talíře ve tvaru nízkého kužele, který je k rukojeti upevněn za svůj vrchol. Dřevěná rukojeť je shodná s dřevěnou rukojetí velkého pilníku. Samotný talíř má tvar kužele, který tvoří mělkou nádobu s nízkým olemováním (kužel menšího vrcholového úhlu). Má průměr 320 až 400 mm, výška kužele je cca 30 mm, je zhotoven z plechu 0,7 mm.

## Použití
Použití je velmi všestranné. Nabranou maltu je možno stlačit. Např. do vrstvy 2 cm. Pak je možno zednickou lžící nabírat vždy stále stejné množství malty a nahazovat ji např. mezi dvě dřevěné lišty. Při omítání dřevěného stropu do rákosu je omítkářský talíř pod nahazovaným místem a veškerá odpadlá malta padá zpět na talíř, vzniká minimální odpad. Při nahazování říms nebo ozdobných prvků z malty má zedník větší zásobu malty a nemusí ji stále doplňovat a shýbat se nad kolečko s maltou. Práce s ním je rychlá a pohodlná.
Nevýhodou talíře je, že namáhá krční páteř a nemůže s ním pracovat člověk, kterého často bolí záda.
Dříve byl mnohem více používán, naposledy v letech padesátých, kdy zednické čety socialistických úderníků potřebovaly vysoké výkony, aby překonaly normy. Dnes už ho jen vzácně nějaký zedník používá, protože není zvyklý na jeho přednosti. V době strojních omítaček je už spíše muzejním exponátem a patří do muzea zednictví.